# Volea-Kovelska, Kovel
Volea-Kovelska (în ucraineană Воля-Ковельська) este un sat în comuna Zelena din raionul Kovel, regiunea Volînia, Ucraina.

## Demografie
Componența lingvistică a localității Volea-Kovelska
     Ucraineană (98,23%)
     Rusă (1,64%)
     Alte limbi (0,13%)
Conform recensământului din 2001, majoritatea populației localității Volea-Kovelska era vorbitoare de ucraineană (98,23%), existând în minoritate și vorbitori de rusă (1,64%).